# 期限
期限（きげん）とは期間の限界すなわち期間の最終日時。法律上は法律行為の効力を何らかの形で将来発生することの確実な事実にかからせるための付款をいい、同じく付款の一種である条件とは発生することが確実である点で異なる。

## 民法上の期限
- 民法は、以下で条数のみ記載する。

### 期限の種類

#### 始期と終期
期限は到来時の効力の発生あるいは消滅の観点から始期と終期とに分けられる（135条）。
- 始期
法律行為に始期を付したときは、その法律行為の履行は、期限が到来するまで、これを請求することができない（135条第1項）。
- 終期
法律行為に終期を付したときは、その法律行為の効力は、期限が到来した時に消滅する（135条第2項）。

#### 確定期限と不確定期限
期限は到来の時期が確定しているか否かによって確定期限と不確定期限とに分けられる。
- 確定期限
将来来ることが確実であり、いつ来るかが確定している期限。
- 不確定期限
将来来ることが確実であるが、いつ来るか不明な期限。
出世払いにつき判例では停止条件ではなく不確定期限であると判断される傾向にある（大判明治43年10月31日民録16輯739頁など）。

#### 履行期限と停止期限
- 履行期限
法律行為の履行時期について定められた期限[2][3]。
- 停止期限
法律行為の効力発生について定められた期限[2][3]。

### 期限の有効性
期限を付すことができない法律行為を「期限に親しまない行為」という（条件における「条件に親しまない行為」に相当する）。
婚姻や養子縁組など効果が直ちに発生することが必要とされる法律行為には期限を付すことができない。また、相続など遡及効のある行為（効力が時間を遡って生じる場合）に期限を付すことは無意味である
なお、条件の場合とは異なり、手形行為には期限を付すことができる（例として先日付手形がある）

### 期限の利益

#### 期限の利益の意義
期限の到来するまで間があることで当事者が受ける利益のことを期限の利益という。例えば返還時期の定めのある利息付消費貸借（借金等）の場合、債務者（借主）には期限が到来するまでの間、金銭を自由に使用することができ貸主からの返還請求を拒むことができるという期限の利益があることになる。
期限の利益がいずれの当事者に存するかは契約内容によって異なる。例えば無償寄託のようにもっぱら債権者側に期限の利益がある場合、定期預金や金銭信託のように当事者双方に期限の利益がある場合もあるが、通常、期限について定めが置かれる場合には債務者のためである場合が多い。そこで、民法は期限の利益は債務者のために定められているものと推定する規定を置いている（136条1項）。
期限の利益を持つ当事者は、自由にこれを放棄しうる（136条2項本文）。ただし、相手方の利益を害することはできない（136条2項但書）。例えば返還時期の定めのある利息付消費貸借（借金等）の場合、借主側からは136条2項本文の規定により期限の利益を放棄することでいつでも返還しうるが、そのときは136条2項但書により期限までの利息を支払う必要があることになる（591条2項は無利息消費貸借に適用され、消費貸借が利息付の場合には一般原則によるとされる）。

#### 期限の利益の喪失
次の場合には、債務者は期限の利益を主張することができない（137条）。
- 債務者が破産手続開始の決定を受けたとき（1号）
ただし、破産法103条3項により債務者が破産手続開始の決定を受けたときは弁済期が到来したものとみなすとの特則があるため、この規定については適用の余地はない[12]。民法では「債務者は期限の利益を主張することができない」と当事者間での抗弁の問題としているが、破産法では当事者間での主張とは関係なく債務者に破産手続開始の決定があれば当然に弁済期が到来するものとしている。
- 債務者が担保を滅失させ、損傷させ、又は減少させたとき
債務者の故意・過失を問わない[12]。
- 債務者が担保を供する義務を負う場合において、これを供しないとき
以上は債権者による権利の実現が困難となることから民法上において特に定められた期限の利益の喪失事由である[12]。これら以外にも債務者が他債権者から差押えを受けた場合や割賦払債務の弁済を一回でも怠った場合など、一定の事由が生じた場合につき期限の利益を喪失することを内容とする期限利益喪失約款が当事者間で特約で結ばれることも多い[9][13]。

## 行政法上の期限
行政法上の期限は、行政法上の条件などとともに行政行為の附款とされている。

期限付の使用許可などがこれにあたる。